# Höganäs

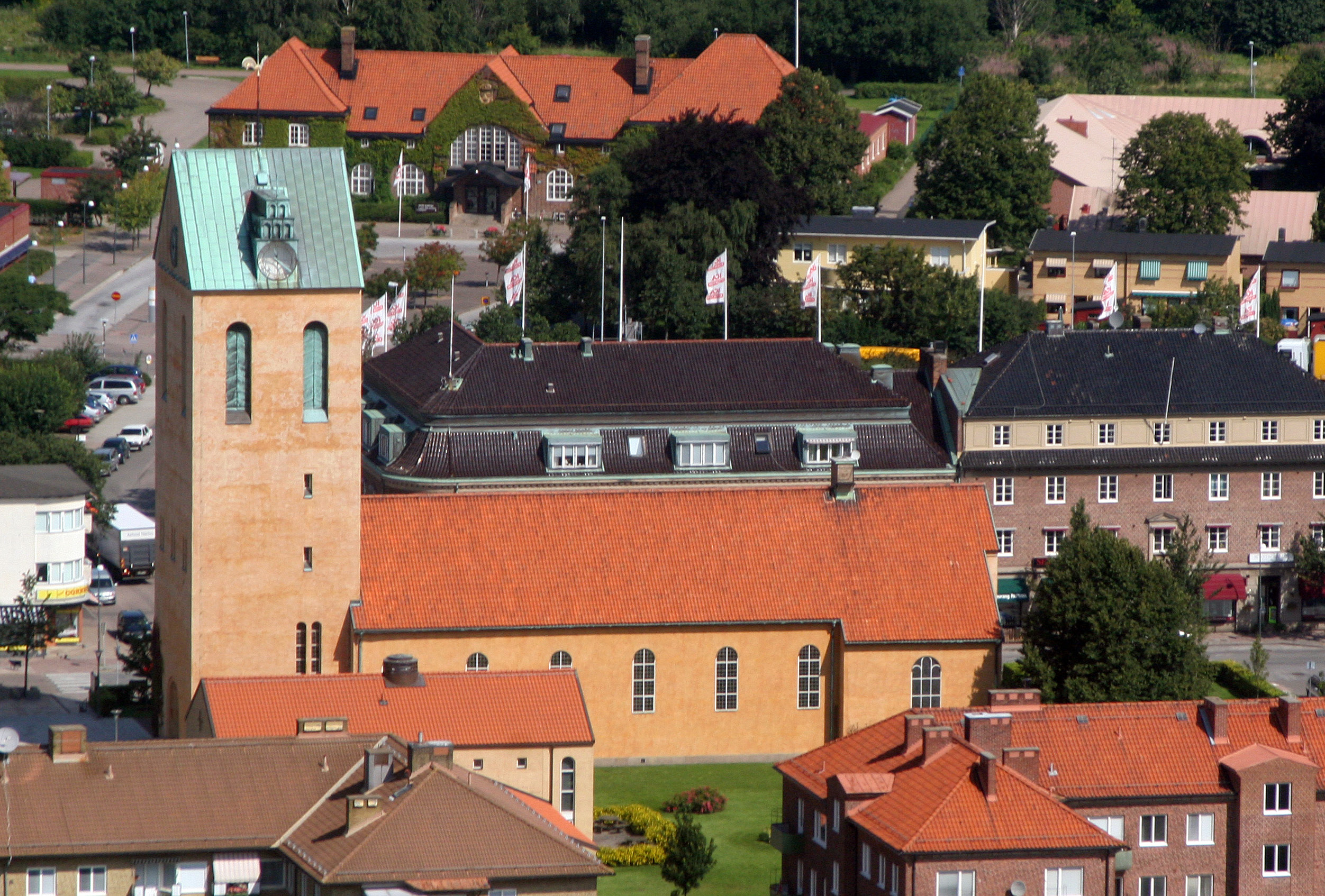
Höganäs mit der Kirche

Höganäs ist ein Ort (tätort) in der südschwedischen Provinz Skåne län und in der historischen Provinz Schonen. Er ist Hauptort der gleichnamigen Gemeinde.

## Geschichte
Ursprünglich war Höganäs ein Fischerdorf, um das sich eine Bergbauindustrie entwickelte, die Kohle und Ton abbaute. Daraus wurden die feuerfesten Keramiken Höganäskrus hergestellt. Der Bergbau ist heute stillgelegt, aber die Keramikfirma Höganäs Keramik existiert immer noch.
Das Dorf wurde unter dem alten Namen Höyenaess zum ersten Mal 1488 erwähnt. 1936 wurden Höganäs die Stadtrechte verliehen. Am 1. Januar 2009 startete in Höganäs das Projekt „Euro-City“, das den Euro als offizielles Zahlungsmittel neben der Schwedischen Krone etablierte. Die Gemeinschaftswährung wird in den meisten Geschäften angenommen und kann an Geldautomaten abgehoben werden.
Höganäs erhielt 1885 eine Eisenbahnanbindung. Die Strecke Åstorp–Kattarp–Höganäs wurde im Wesentlichen vom Metallpulverhersteller Höganäs AB finanziert. 1910 wurde die Bahnstrecke Höganäs–Mölle in Betrieb genommen; finanziert wurde sie zum Großteil von Privatinvestoren wie Hotelbesitzern. Bis 1919 waren die beiden Bahnstrecken nicht verbunden. In diesem Jahr wurde die Centralstationen (Zentralbahnhof) in Betrieb genommen. 1937 wurde die Strecke von Kattarp bis Mölle elektrifiziert. Die Strecke nach Mölle wurde 1963 stillgelegt. Auf dem Streckenverlauf befindet sich nun ein Radweg. 1972 wurde der Personenverkehr nach Kattarp eingestellt, 1992 der Güterverkehr. 1997 wurde auch diese Strecke abgebaut. Heute befindet sich in dem von Folke Zettervall entworfenen Bahnhofsgebäude die Gemeindeverwaltung.

## Söhne und Töchter der Stadt
- Michael Andersson (* 1967), Radrennfahrer
- Ulf Bengtsson (1960–2019), Tischtennisspieler
- Egon Jönsson (1926–1985), Fußballspieler
- Axel Richter (* 1956), Eishockeytorwart

## Städtepartnerschaft
Eine Städtepartnerschaft mit Wittstock/Dosse in Brandenburg besteht seit 2004.